# مادي زيغلر
ماديسون نيكول (بالإنجليزية: Maddie Ziegler)‏ «مادي» زيغلر (من مواليد 30 سبتمبر 2002) هي راقصة وممثلة وعارضة وكاتبة أمريكية. عُرفت كنجمة في مسلسل «الأمهات الراقصات» في «لايف تايم»، وظهرت في العديد من فيديوهات الأغاني، بما في ذلك فيديوهات لـسيا فورلر في "Chandelier" و"Elastic Heart" و"Big Girls Cry".
فازت بجائزة بيبول تشويس سنة 2016.

## السيرة الذاتية
ولِدت زيغلر في بيتسبرغ، بنسيلفانيا في الولايات المتحدة، من ماليسيا وكورت زيغلر. وهي من أصول بولندية ألمانية وإيطالية. وانفصَّل والديها سنة 2011. وكانت عضوًا فاعلًا في شركة آبي لي للرقص منذ سنة 2004 وهي بعُمّر سَنَتين. وهي تدربت على الباليه، والغناء، والباليه المعاصر، وموسيقى الجاز، والرقص الجوي، والآكرو. زيغلر لها أُخت صُغرى، ماكنزي (مواليد 4 يونيو 2004) وهي أيضًا راقصة في شركة آبي لي. فضلًا عن أخويين غير شقيقين من زواج والِدِها السابق.
إلتَحَقت زيغلر بمدرسة سلون الابتدائية حتى سنة 2013، ثم تركتها وبدأت بالدراسة بالمنزل.

## الأعمال
| الفيلم          | الدور              | تاريخ الصدور |
| --------------- | ------------------ | ------------ |
| باليرينا        | كاميلي (أداء صوتي) | 2016         |
| كتاب هنري       | كريستينا           | 2017         |
| ويست سايد ستوري | ڤيلما              | 2020         |

## روابط خارجية
- مادي زيغلر على موقع IMDb (الإنجليزية)
- مادي زيغلر على موقع ميتاكريتيك (الإنجليزية)
- مادي زيغلر على موقع روتن توميتوز (الإنجليزية)
- مادي زيغلر على موقع ألو سيني (الفرنسية)
- مادي زيغلر على موقع ميوزك برينز (الإنجليزية)
- مادي زيغلر على موقع أول موفي (الإنجليزية)
- مادي زيغلر على موقع ديسكوغز (الإنجليزية)
- مادي زيغلر على موقع قاعدة بيانات الفيلم (الإنجليزية)
- مادي زيغلر على موقع كينوبويسك (الروسية)